# Lotto Soudal Ladies/2020
Deze pagina geeft een overzicht van de vrouwenwielerploeg Lotto Soudal Ladies in 2020.

## Algemeen

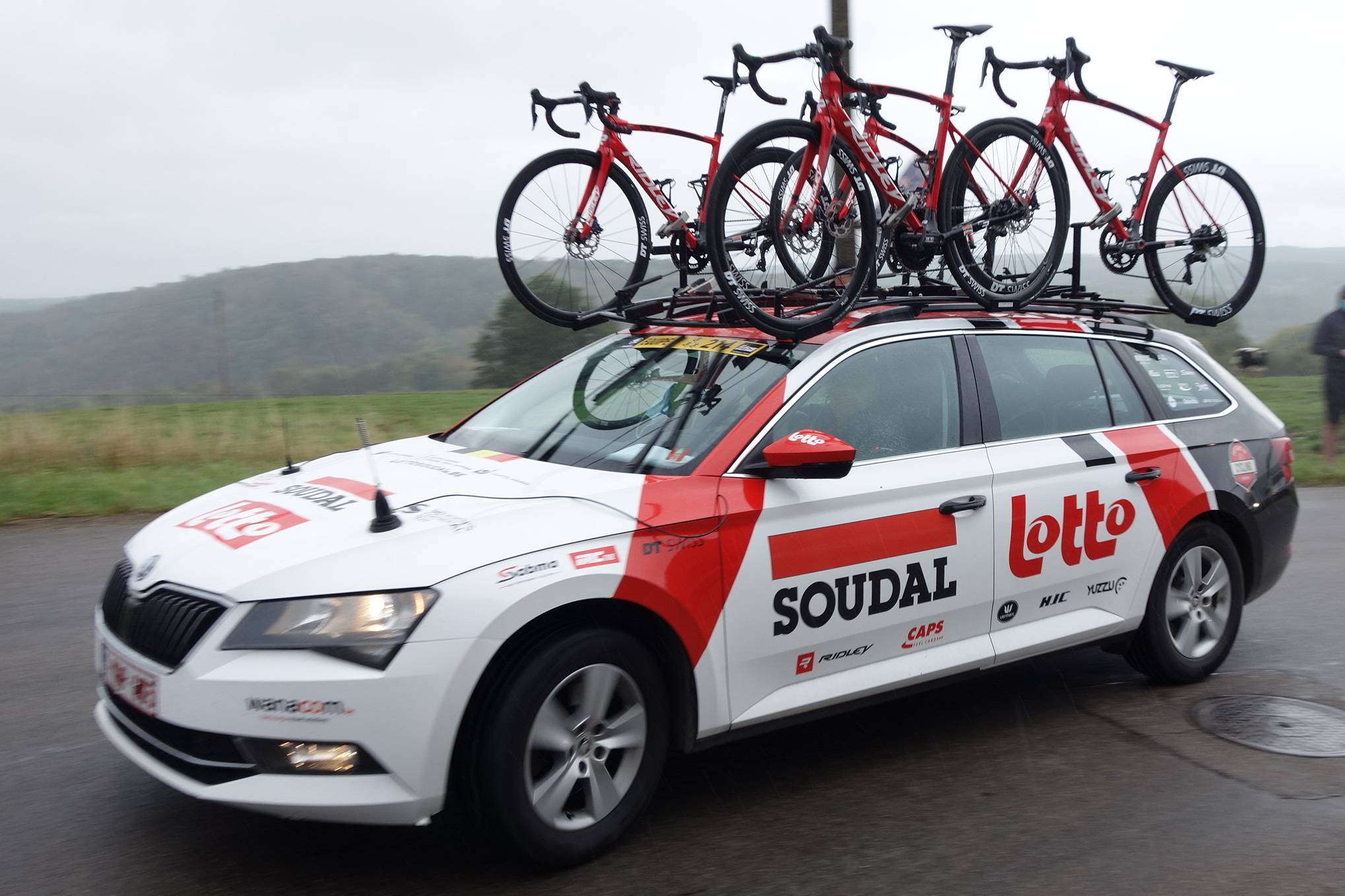
Ploegauto in de Waalse Pijl 2020.

Algemeen manager: Danny Schoonbaert
Ploegleiders: Liesbet De Vocht
Fietsmerk: Ridley

## Renners

### Transfers
| Inkomend           | Team 2019                   | Uitgaand            | Team 2020      |
| ------------------ | --------------------------- | ------------------- | -------------- |
| Teuntje Beekhuis   | Biehler Pro Cycling         | Demi de Jong        | Chevalmeire    |
| Arianna Fidanza    | Eurotarget-Bianchi-Vittoria | Puck Moonen         | Chevalmeire    |
| Lone Meertens      | Neoprof                     | Kelly Van den Steen | Chevalmeire    |
| Abby-Mae Parkinson | Drops Cycling Team          | Fenna Vanhoutte     | ?              |
| Christina Siggaard | Team Virtu                  | Marie Dessart       | einde carrière |
| Jesse Vandenbulcke | Doltcini-Van Eyck Sport     | Chantal Hoffmann    | einde carrière |
|                    |                             | Dannielle Kahn      | ?              |

### Ploeg 2020

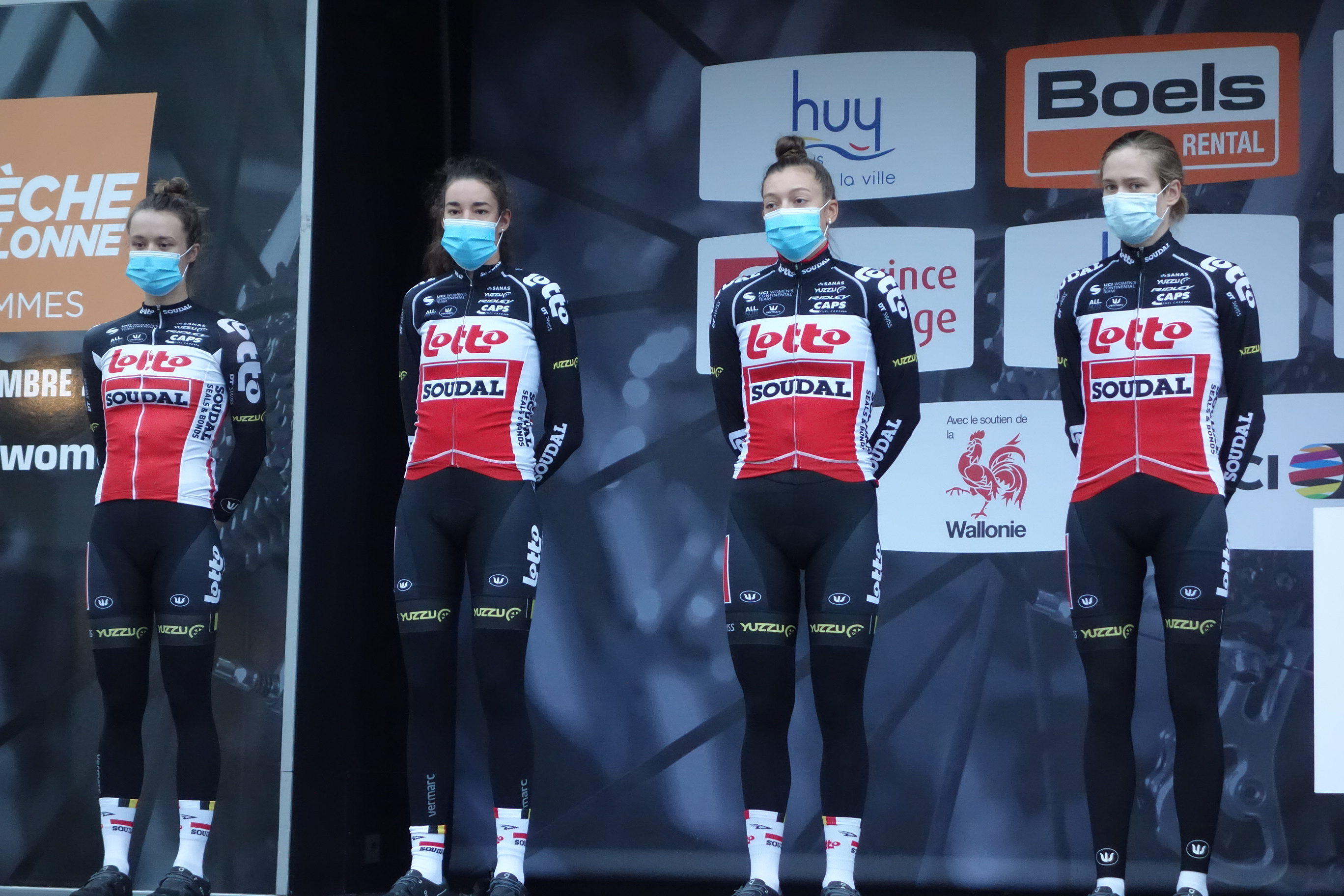
De ploeg in de Waalse Pijl 2020.

| Naam                  | Geboortedatum | Nationaliteit       | Ploeg 2019                  |
| --------------------- | ------------- | ------------------- | --------------------------- |
| Teuntje Beekhuis      | 18-08-1995    | Nederland           | Biehler Pro Cycling         |
| Alana Castrique       | 08-05-1999    | België              |                             |
| Dani Christmas        | 21-12-1987    | Verenigd Koninkrijk |                             |
| Annelies Dom          | 08-04-1986    | België              |                             |
| Arianna Fidanza       | 06-01-1995    | Italië              | Eurotarget-Bianchi-Vittoria |
| Lotte Kopecky         | 10-11-1995    | België              |                             |
| Lone Meertens         | 16-04-1998    | België              | Neoprof                     |
| Thi That Nguyen       | 06-03-1993    | Vietnam             |                             |
| Abby-Mae Parkinson    | 30-07-1997    | Verenigd Koninkrijk | Drops Cycling Team          |
| Christina Siggaard    | 24-03-1994    | Denemarken          | Team Virtu                  |
| Cameron Vandenbroucke | 10-02-1999    | België              |                             |
| Julie Van de Velde    | 02-06-1993    | België              |                             |
| Jesse Vandenbulcke    | 17-01-1996    | België              | Doltcini-Van Eyck Sport     |

### Fotogalerij

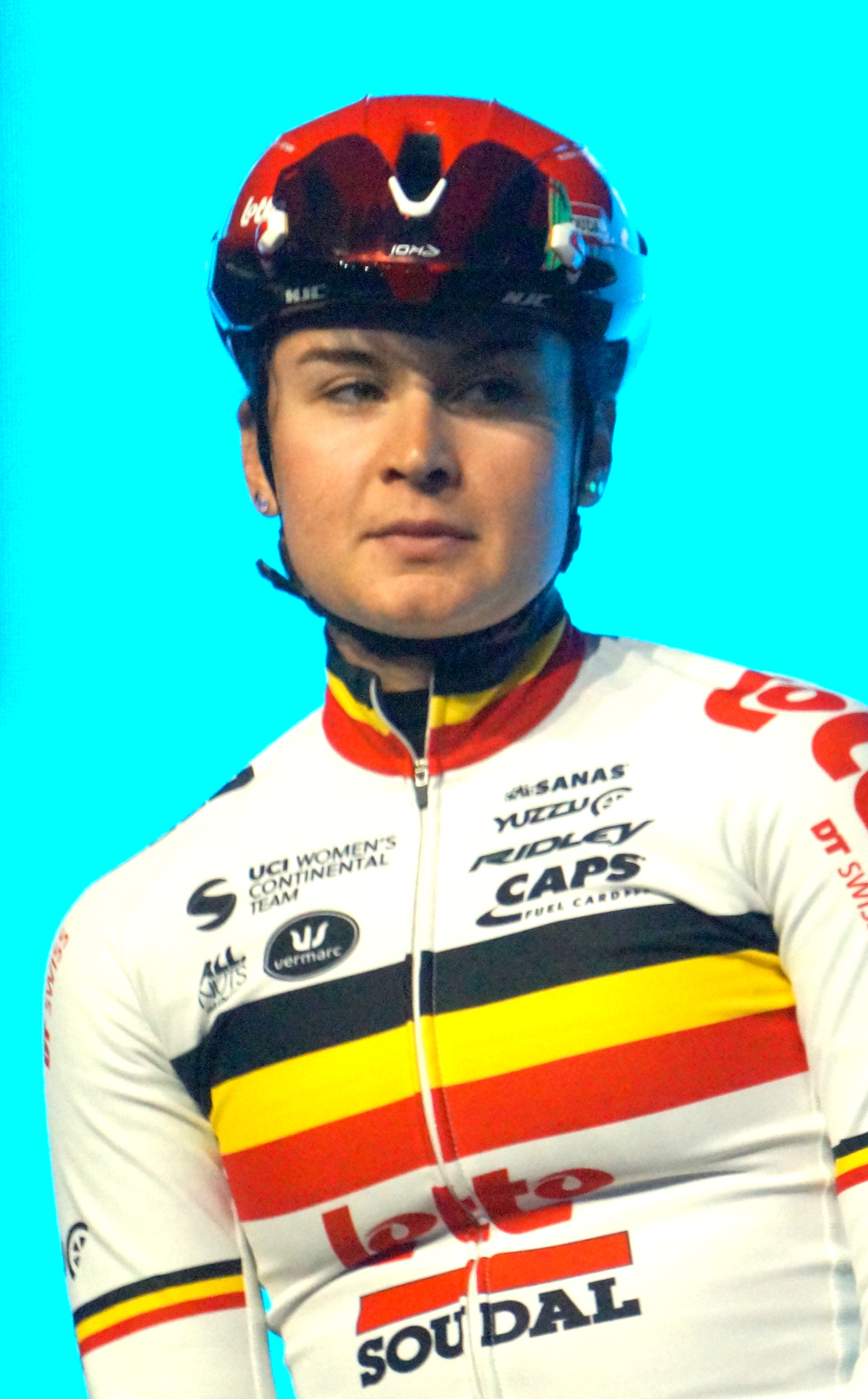
Alana Castrique
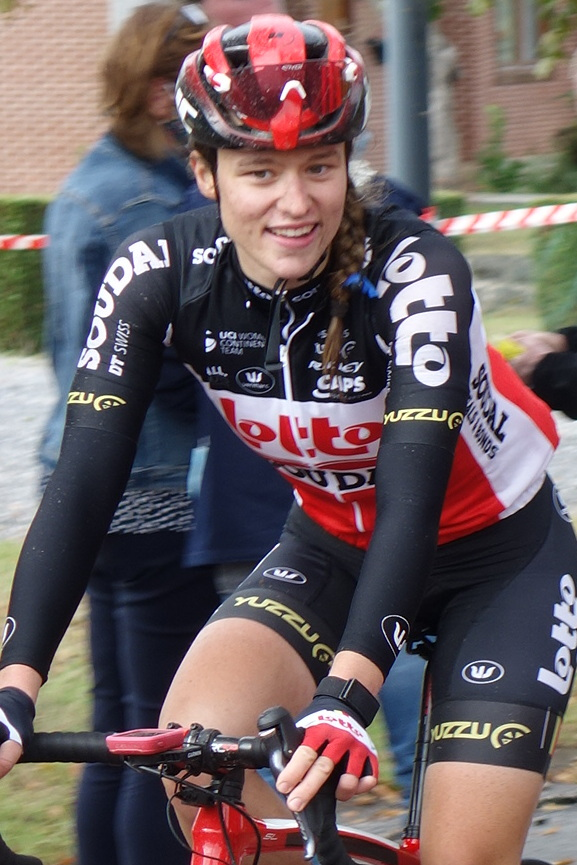
Teuntje Beekhuis
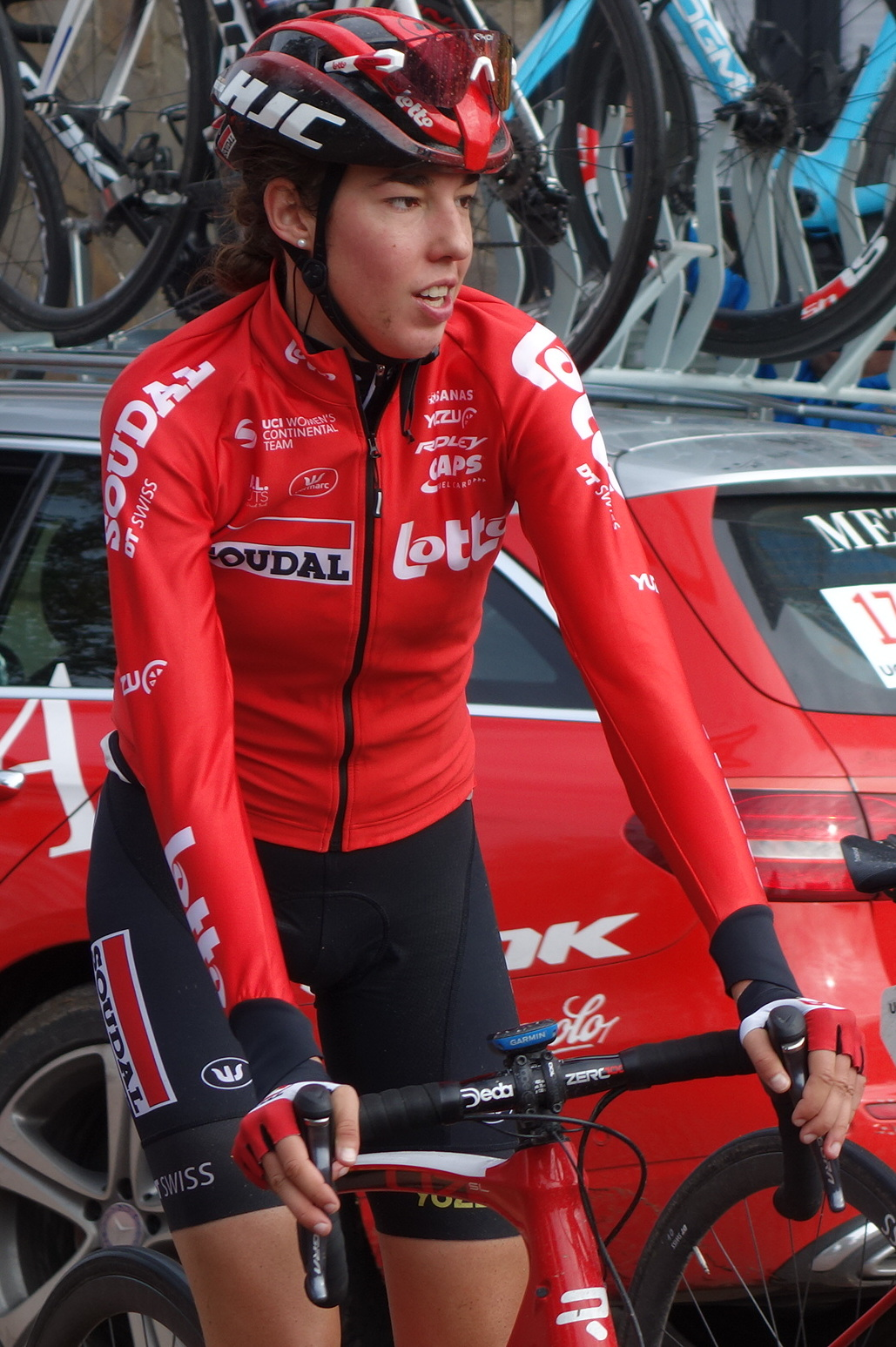
Lone Meertens
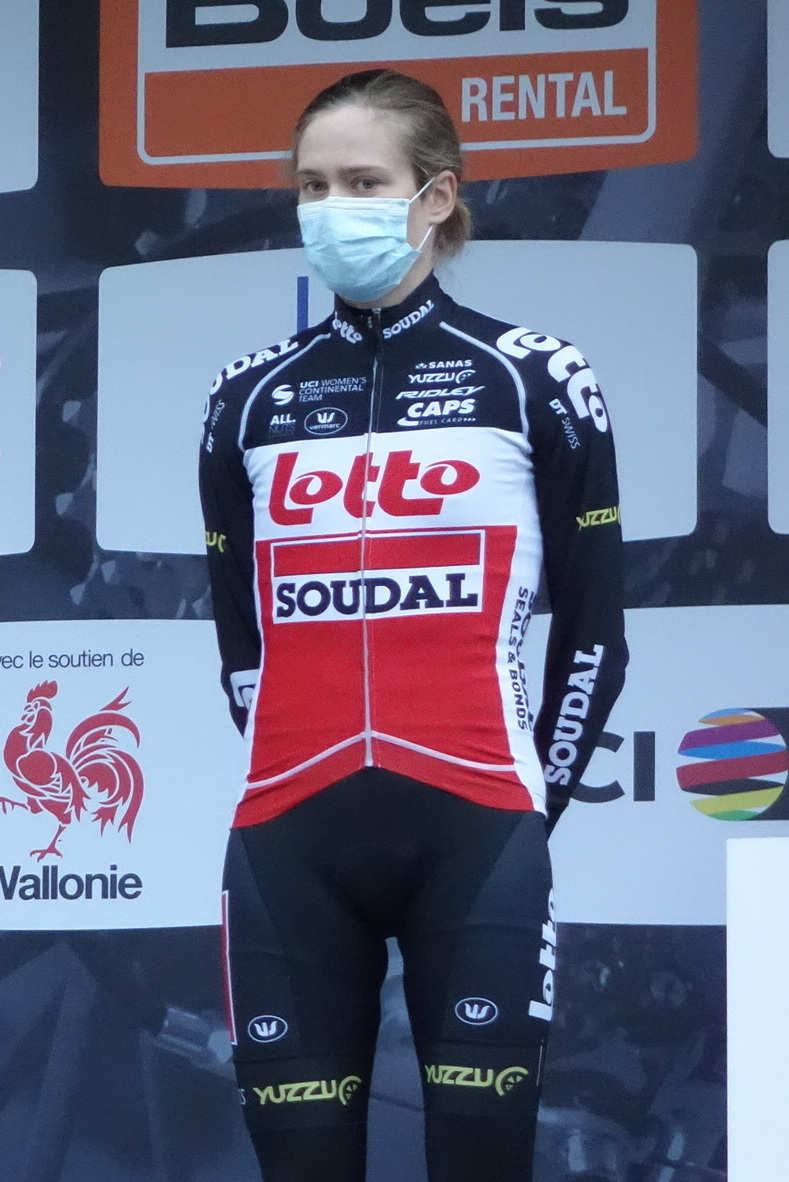
Julie Van de Velde
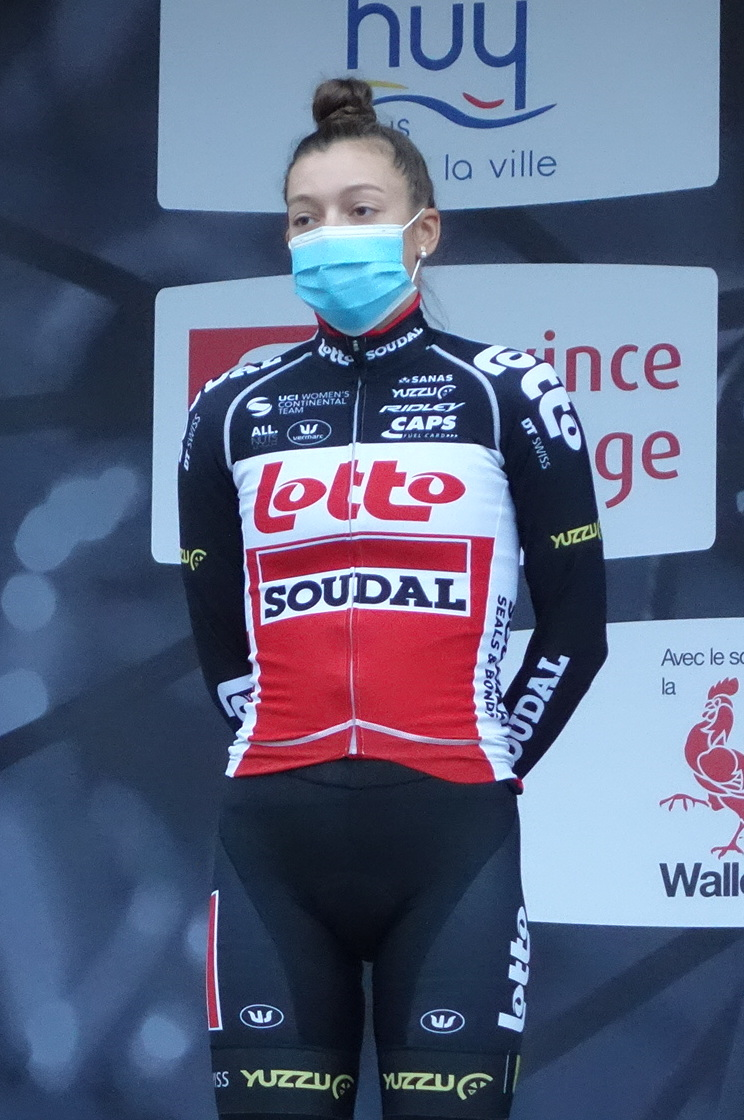
Jesse Vandenbulcke

## Overwinningen
| Women's World Tour 7e etappe Giro Rosa, Lotte Kopecky | Kampioenschappen Belgisch kampioen op de weg, Lotte Kopecky Belgisch kampioen tijdrijden, Lotte Kopecky |  |

2006 · 2007 · 2008 · 2009 · 2010 · 2011 · 2012 · 2013 · 2014 · 2015 · 2016 · 2017 · 2018 · 2019 · 2020 · 2021 · 2022 · 2023 · 2024